# Cicadetta
Cicadetta es un género de insectos de la familia de Cicadidae.

## Especies
Existen 60 especies dentro del género:
- Cicadetta aaede Walker, 1850
- Cicadetta abdominalis Distant, 1892
- Cicadetta adelaida Ashton, 1914
- Cicadetta albipennis Fieber, 1876
- Cicadetta anapaistica Hertach, 2011
- Cicadetta apicata Ashton, 1914
- Cicadetta arenaria Distant, 1907
- Cicadetta binotata Goding & Froggatt, 1904
- Cicadetta brevis Ashton, 1912
- Cicadetta calliope (Walker, 1850)
- Cicadetta camerona (Davis, 1920)
- Cicadetta cantilatrix Sueur & Puissant, 2007
- Cicadetta capistrata Ashton, 1912
- Cicadetta caucasica Kolenati, 1857
- Cicadetta celis Moulds, 1988
- Cicadetta cerdaniensis Puissant & Boulard, 2000
- Cicadetta concinna Germar, 1821
- Cicadetta convergens Walker, 1850
- Cicadetta crucifera Ashton, 1912
- Cicadetta cuensis Distant, 1913
- Cicadetta denisoni Distant, 1893
- Cicadetta dubia Rambur, 1840
- Cicadetta fangoana Boulard, 1976
- Cicadetta flava Goding & Froggatt, 1904
- Cicadetta forresti Distant, 1882
- Cicadetta froggatti Distant, 1907
- Cicadetta fulva Goding & Froggatt, 1904
- Cicadetta graminis Goding & Froggatt, 1904
- Cicadetta hackeri Distant, 1915
- Cicadetta hageni Fieber, 1872
- Cicadetta hermannsburgensis Distant, 1907
- Cicadetta hunterorum Moulds, 1988
- Cicadetta incepta Walker, 1850
- Cicadetta incipiens Walker, 1850
- Cicadetta infuscata Goding & Froggatt, 1904
- Cicadetta issoides Distant, 1905
- Cicadetta juncta Walker, 1850
- Cicadetta labeculata Distant, 1892
- Cicadetta labyrinthica Walker, 1850
- Cicadetta lactea Distant, 1905
- Cicadetta landsboroughi Distant, 1882
- Cicadetta latorea Walker, 1850
- Cicadetta lobulata Fieber, 1876
- Cicadetta macedonica Schedl, 1999
- Cicadetta mackinlayi Distant, 1882
- Cicadetta mediterranea Fieber, 1876
- Cicadetta melete Walker, 1850
- Cicadetta minima Goding & Froggatt, 1904
- Cicadetta mixta Distant, 1914
- Cicadetta montana Scopoli, 1772
- Cicadetta multifascia Walker, 1850
- Cicadetta murrayensis Distant, 1907
- Cicadetta nebulosa Goding & Froggatt, 1904
- Cicadetta oldfieldi Distant, 1883
- Cicadetta olympica Gogala, Drosopolous, Trilar, 2009
- Cicadetta petryi Schumacher, 1924
- Cicadetta podolica Eichwald, 1830
- Cicadetta polita Popple, 2003
- Cicadetta puer Walker, 1850
- Cicadetta quadricincta Walker, 1850
- Cicadetta sancta Distant, 1913
- Cicadetta sibillae Hertach, Trilar, Wade, Simon & Nagel, 2015
- Cicadetta singula Walker, 1850
- Cicadetta spinosa Goding & Froggatt, 1904
- Cicadetta spreta Goding & Froggatt, 1904
- Cicadetta stradbrokensis Distant, 1915
- Cicadetta subgulosa Ashton, 1914
- Cicadetta sulcata Distant, 1907
- Cicadetta texana (Davis, 1936)
- Cicadetta tigris Ashton, 1914
- Cicadetta transylvanica Fieber, 1876
- Cicadetta toowoombae Distant, 1915
- Cicadetta torrida Erichson, 1842
- Cicadetta transylvanica Fieber, 1876
- Cicadetta tristrigata Goding & Froggatt, 1904
- Cicadetta undulata Waltl, 1837
- Cicadetta viridis Ashton, 1912
- Cicadetta warburtoni Distant, 1882
- Cicadetta waterhousei Distant, 1905